# Babesia divergens
Espèce
Babesia divergens est une espèce d'eucaryotes unicellulaires de l'infra-règne des Alveolata. C'est un parasite intraerythrocytique transmis par la tique Ixodes ricinus. Il est l'un des agents principaux de la babésiose bovine en Europe, mais peut aussi toucher d'autres animaux. Les jeunes bovins sont moins sensibles.

## Contamination
Après morsure de l'hôte par la tique, Babesia divergens infeste les hématies en pénétrant la membrane. Elle va s'y multiplier. Les cycles de multiplication sont plus ou moins nombreux, et s'ils sont trop nombreux peuvent donner lieu à l'éclatement des hématies. La reproduction sexuée s'effectue chez la tique, qui est infestée par la morsure d'un animal contaminé.
Les signes cliniques observables s'expliquent en partie par l'éclatement des hématies.